# Cyperus macropachycephalus
Cyperus macropachycephalus är en halvgräsart som beskrevs av Paul Goetghebeur. Cyperus macropachycephalus ingår i släktet papyrusar, och familjen halvgräs.
Artens utbredningsområde är Papua Nya Guinea. Inga underarter finns listade i Catalogue of Life.